# 그들 각자의 영화관
《그들 각자의 영화관》(프랑스어: Chacun son cinéma ou Ce petit coup au cœur quand la lumière s'éteint et que le film commence →각자의 영화관 혹은 불이 꺼지고 영화가 시작할 때의 전율)은 칸 영화제 60주년을 기념하여 제작된 2007년 프랑스의 옴니버스 영화이다. 영화는 영화 감독 36명이 감독한 3분 길이의 단편 영화 34개로 구성되어 있다. 5대륙 25개국의 영화 감독들이 그들의 영화관에 대한 느낌을 표현했다.

## 출연

### 주연
- 게오르게 바블루아니
- 신디 벡켓

### 조연
- 조슈 브롤린
- 안톤 쳅페이
- 데이비드 크로넨버그
- 오드리 데이너
- 에밀리 드켄
- 장 클로드 드레이퍼스
- 범식위
- 사라 포레스티에
- 자크 프랑츠
- 그랜트 헤슬로브
- 프랭크 흐밤
- 클레이튼 제이콥슨
- 기타노 다케시
- 실비아 크리스텔
- 에디스 르 머디
- 제네비에브 레몬
- 마셀 론데일
- 잔느 모로
- 난니 모레티
- 페테르 헤세 오베르가르드
- 미첼 피콜리
- 드니 포달리데스
- 제레미 세가드
- 브룩 스미스
- 지네딘 수알렘
- 엘리아 술레이만
- 라스 폰 트리에
- 미셸 빌레모
- 루이사 윌리엄스

## 기타
- Line PD: 애비 클라인버거
- 미술: 엘리자베스 키넌
- 미술: 미구엘 마킨
- 배역: 일런 모스코비치

## 공개

### 상영
《그들 각자의 영화관》은 2007년 5월 20일, 2007년 칸 영화제에서 처음 상영되었고 같은 날 프랑스의 카날 플러스를 통하여 방송되었다. 데이비드 린치 감독의 〈그들의 어리석음〉 (Absurda)은 제 때 완성되지 않아, 영화제 개봉작인 《마이 블루베리 나이츠》 상영 전에 상영되었다.

### DVD 발매
코언 형제의 〈월드 시네마〉는 DVD에 수록되지 않았다.

## 단편
총 34편의 단편으로 구성되어있다.
| - 레몽 드파르동 〈야외 상영관〉 - 기타노 다케시 〈어느 좋은 날〉 - 테오 앙겔로풀로스 〈3분〉 - 안드레이 콘찰롭스키 〈어둠 속의 그들〉 - 난니 모레티 〈영화관을 찾는 사람들의 일기〉 - 허우샤오셴 〈전희 영화관〉 - 다르덴 형제 〈어둠 속에서〉 - 코언 형제 〈월드 시네마〉 - 알레한드로 곤살레스 이냐리투 〈안나〉 - 장이머우 〈영화 보는 날〉 - 아모스 기타이 〈하이파의 디부그〉 - 제인 캠피언 〈무당벌레〉 - 애텀 이고이언 〈동시 상영 세 편〉 - 아키 카우리스마키 〈주조공장〉 - 올리비에 아사야스 〈아이러니〉 - 유세프 샤힌 〈47년 후〉 - 차이밍량 〈꿈〉 | - 라스 폰 트리에 〈그 남자의 직업〉 - 라울 루이즈 〈선물〉 - 클로드 를루슈 〈바로 앞의 극장〉 - 거스 밴샌트 〈첫 키스〉 - 로만 폴란스키 〈에로틱 영화 보기〉 - 마이클 치미노 〈통역은 필요없다〉 - 데이비드 크로넌버그 〈최후의 극장에서 자살한 마지막 유대인〉 - 왕가위 〈이걸 주려고 9천 킬로나 날아왔어요〉 - 아바스 키아로스타미 〈내 로미오는 어디에?〉 - 빌레 아우구스트 〈마지막 데이트〉 - 엘리아 술레이만 〈난감함〉 - 마노엘 데 올리베이라 〈독특한 만남〉 - 바우테르 살리스 〈칸에서 5,557마일 떨어진 마을〉 - 빔 벤더스 〈평화 속 전쟁〉 - 천카이거 〈자전거 모터〉 - 켄 로치 〈해피 엔딩〉 - 데이비드 린치 〈그들의 어리석음〉 |